# Киносарг

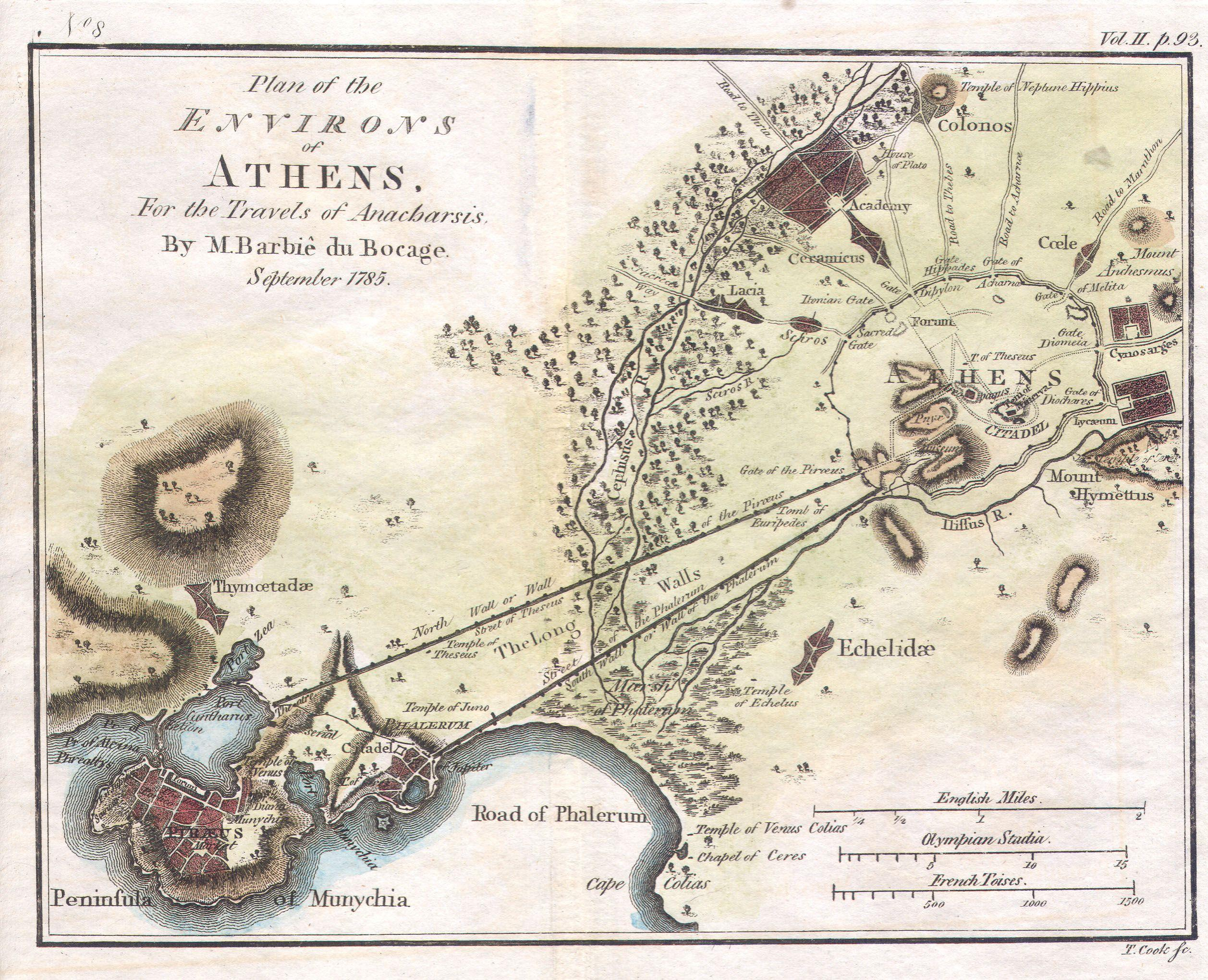
Киносарг на карте древних Афин (к востоку от городской стены)

Киносарг (др.-греч. Κυνόσαργες, лат. Cynosarges — «Белая собака») — холм в Афинах с одноименным гимнасием, посвящённым Гераклу, где основатель кинизма Антисфен занимался с учениками. По одной из версий, от Киносарга получила своё название школа философов-киников.
Находился за восточными Диомейскими воротами (Διομηΐς πύλαι), к югу от Ликавита, на правом берегу реки Илиссос.
Павсаний в своём путеводителе «Описание Эллады» писал: 
Есть и святилище Геракла, называемое Киносаргом (Белой собакой); историю этого названия можно узнать, прочтя прорицание о белой собаке; тут стоят жертвенники Гераклу и Гебе, которая, как полагают, будучи дочерью Зевса, стала женою Геракла. Сооружен здесь жертвенник и Алкмене (матери Геракла) и Иолаю, который вместе с Гераклом совершил большую часть подвигов.
Эта этимология является искусственным объяснением непонятного уже для греков названия.